# Helga Marold
Helga Marold (* 2. Juni 1916 in Lüderitzbucht, Deutsch-Südwestafrika (heute Namibia); † 18. Dezember 2005 in Baden-Baden) war eine deutsche Schauspielerin, Rundfunksprecherin und Autorin.

## Leben
Helga Marold wurde in Deutsch-Südwestafrika (heute Namibia) geboren und wuchs in Berlin auf. Dort besuchte sie die Staatliche Schauspielschule und erhielt erste Bühnenengagements am Staatstheater und der Komischen Oper. Nach weiteren Erfolgen als Bühnendarstellerin (u. a. am Centraltheater in Dresden) wurde sie 1934 für die ersten Versuchssendungen des Deutschen Fernsehens engagiert. Für die Produktionen des Fernsehsenders Berlin arbeitete sie sowohl als Schauspielerin als auch als Ansagerin.
Infolge dieser Auftritte in Kurzfilmproduktionen (u. a. unter der Regie von Fritz Genschow) gab sie 1938 unter der Regie von Hans Hinrich in Dreiklang ihr Spielfilmdebüt. Ihre zweite Filmproduktion, das Drama Altes Herz geht auf die Reise zog das Interesse von Joseph Goebbels auf sich. Als sowohl Marold als auch der Regisseur Carl Junghans sich jedoch weigerten, in dessen Sinne in der Reichsfilmkammer an weiteren Produktionen zu arbeiten, wurde der Film Altes Herz geht auf die Reise verboten und beider Filmkarriere stagnierte. Helga Marold trat nur noch in wenigen Filmen in Nebenrollen Erscheinung, so in Géza von Cziffras Drama Leuchtende Schatten. Auch nach Ende des Zweiten Weltkrieges war sie nur noch als seltener Gast in Film- und Fernsehproduktionen zu sehen.
Stattdessen wandte sich Marold verstärkt dem Theater zu. Sie spielte u. a. in Rosenheim und am Celler Schloßtheater.
Ein weiteres künstlerisches Standbein Marolds stellte der Rundfunk dar. Sie fungierte für zahlreiche Sendungen des Süddeutschen Rundfunks als Ansagerin und Sprecherin und lieh ihre Stimme darüber hinaus als Synchronsprecherin verschiedenen deutschen Spielfilmfassungen.
Außerdem arbeitete sie als Korrespondentin für verschiedene Zeitungen (u. a. Welt am Sonnabend, Badische Zeitung) und verfasste Geschichten für Kinder (Kindergeschichten, 1984).
Helga Marold war mit dem Schauspieler und Theaterregisseur Horst-Werner Loos (1915–1981) verheiratet, mit dem sie 1964 in Eugen Yorks Fernsehkrimi Sechs Stunden Angst gemeinsam vor der Kamera stand.

## Filmografie
- 1937: Wilderer im Jagen
- 1938: Dreiklang
- 1938/47: Altes Herz geht auf die Reise
- 1942: Zwischen Himmel und Erde
- 1942: Der 5. Juni
- 1945: Leuchtende Schatten
- 1951: Die Tat des Anderen
- 1964: Sechs Stunden Angst